# Phenacodes scopariodes
Phenacodes scopariodes là một loài bướm đêm trong họ Crambidae.